# Verbesina fuscasiccans
Verbesina fuscasiccans là một loài thực vật có hoa trong họ Cúc. Loài này được (D'Arcy) D'Arcy miêu tả khoa học đầu tiên.